# Ergavia drucei
Ergavia drucei là một loài bướm đêm trong họ Geometridae.